# Thuidium purpureum
Thuidium purpureum är en bladmossart som beskrevs av Jean Édouard Gabriel Narcisse Paris 1898. Thuidium purpureum ingår i släktet tujamossor, och familjen Thuidiaceae. Inga underarter finns listade i Catalogue of Life.